# La Ferrière-de-Flée
La Ferrière-de-Flée ist eine Ortschaft und eine Commune déléguée in der französischen Gemeinde Segré-en-Anjou Bleu mit 356 Einwohnern (Stand: 1. Januar 2022) im Département Maine-et-Loire in der Region Pays de la Loire. Die Einwohner werden Ferfléens genannt.
Die Gemeinde La Ferrière-de-Flée wurde am 15. Dezember 2016 mit 14 weiteren Gemeinden, namentlich Aviré, Le Bourg-d’Iré, La Chapelle-sur-Oudon, Châtelais, L’Hôtellerie-de-Flée, Louvaines, Marans, Montguillon, Noyant-la-Gravoyère, Nyoiseau, Sainte-Gemmes-d’Andigné, Saint-Martin-du-Bois, Saint-Sauveur-de-Flée und Segré zur neuen Gemeinde Segré-en-Anjou Bleu zusammengeschlossen. Sie gehörte zum Arrondissement Segré und zum Kanton Segré.

## Geographie
La Ferrière-de-Flée liegt rund 40 Kilometer nordwestlich von Angers. 

## Bevölkerungsentwicklung
| Jahr                      | 1962 | 1968 | 1975 | 1982 | 1990 | 1999 | 2006 | 2013 |
| Einwohner                 | 399  | 362  | 332  | 272  | 265  | 262  | 309  | 362  |
| Quelle: Cassini und INSEE |      |      |      |      |      |      |      |      |

## Sehenswürdigkeiten
- Kirche Sainte-Madeleine aus dem 19. Jahrhundert
- Kapelle aus dem 12. Jahrhundert
- Kapelle Notre-Dame-du-Chêne in Pomme-Poire
- Dolmen de la Petifaie, seit 1990 Monument historique
- Pierre couverte du château de la Ferrière; seit 1989 Monument historique
- Schloss von La Ferrière aus dem 14. Jahrhundert, Umbauten aus dem 16. Jahrhundert
- Schloss La Retiverie

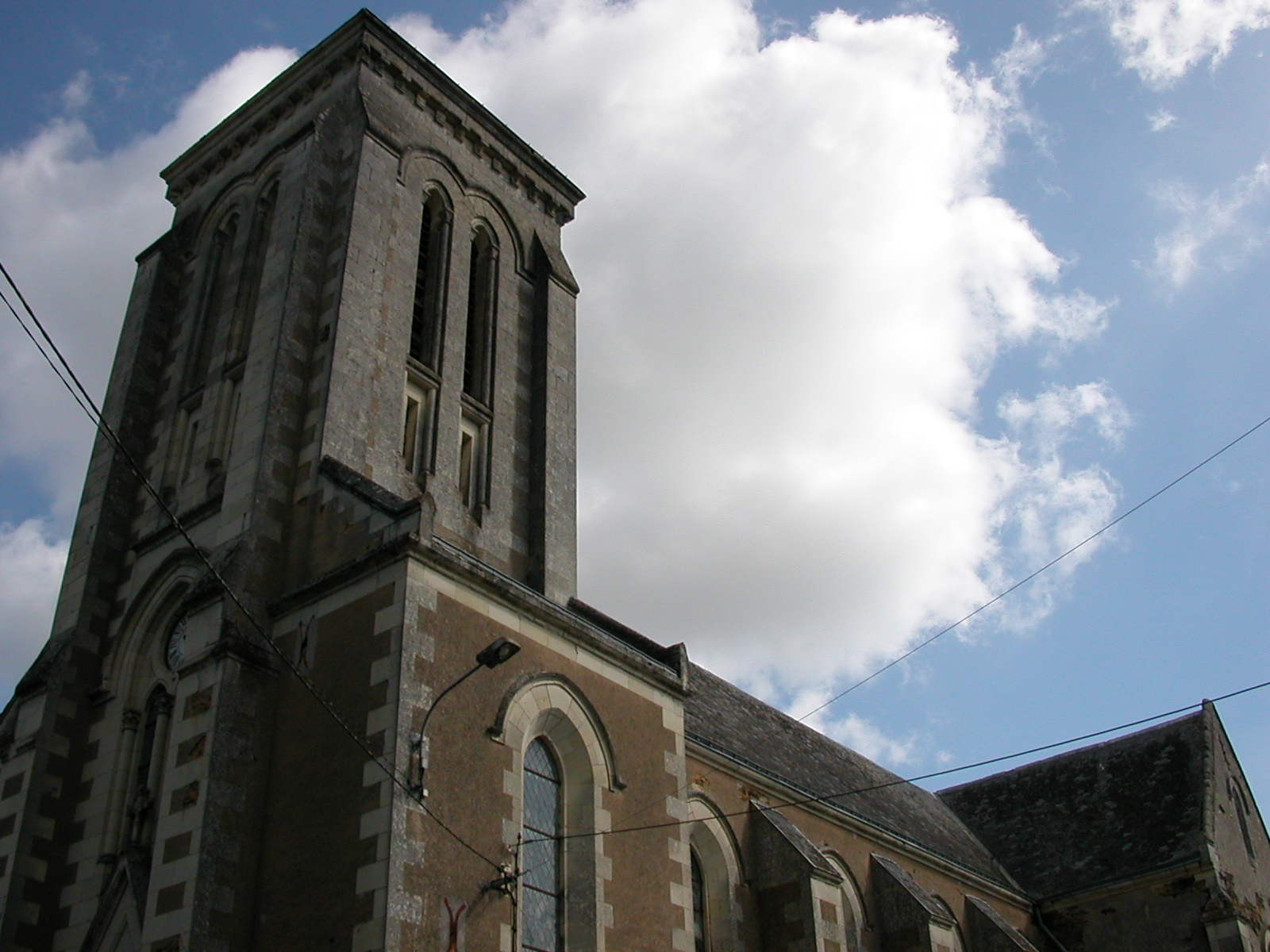
Kirche Sainte-Madeleine
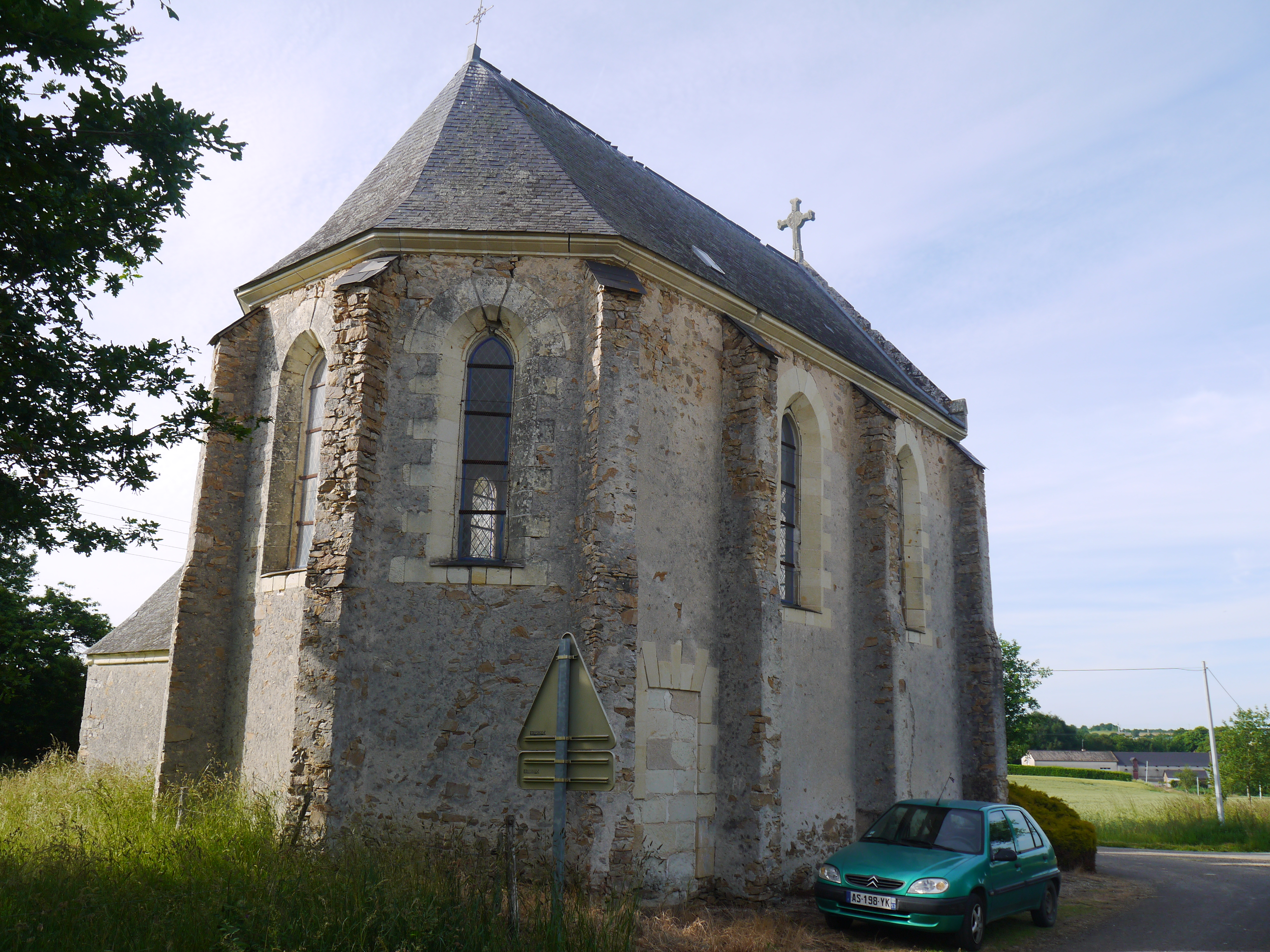
Kapelle Pomme-Poire
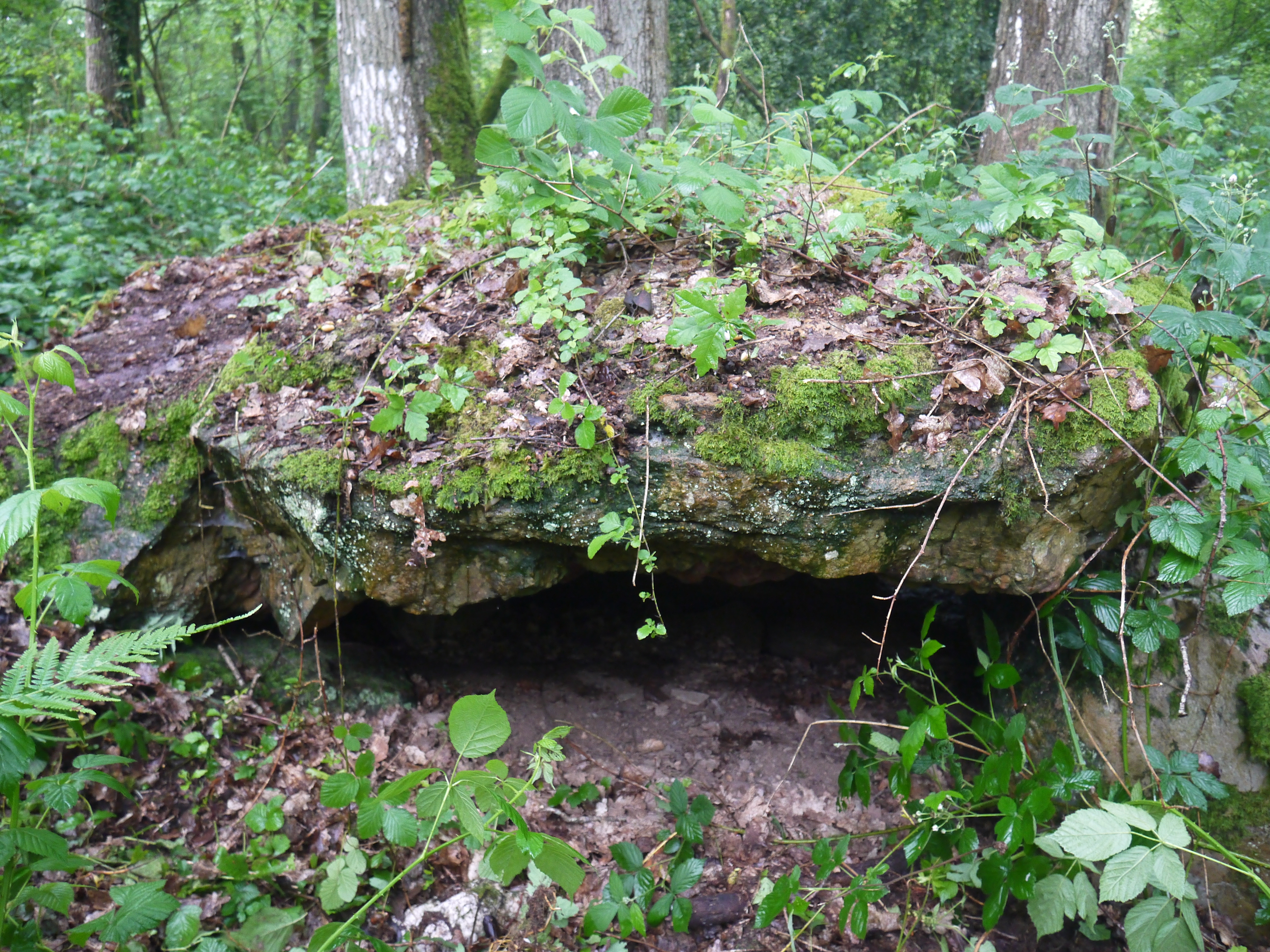
Tombe mégalithique du château de la Ferrière
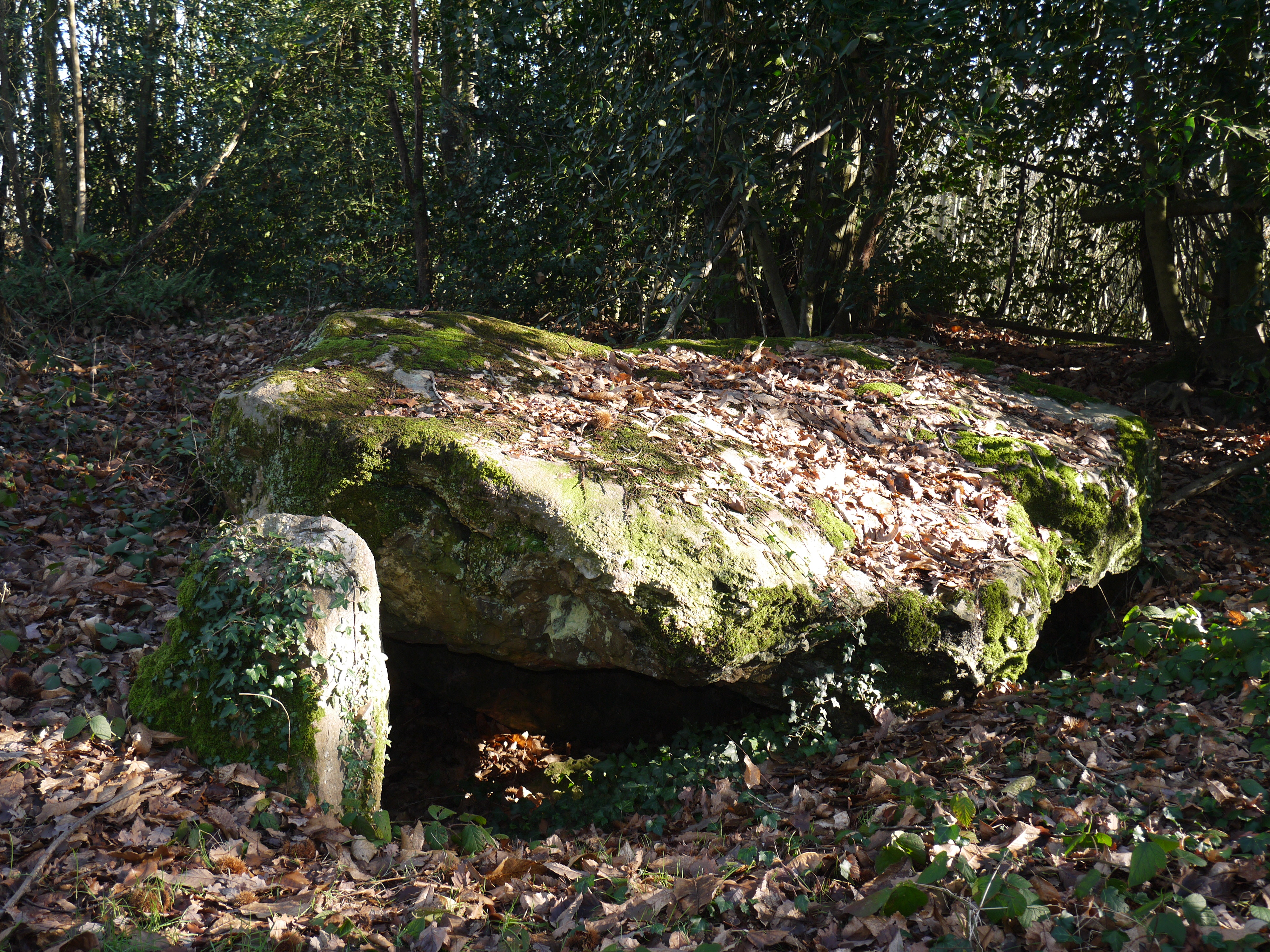
Dolmen von Putifay